# John Kynoch
John Marriott Kynoch (ur. 18 marca 1933) – brytyjski strzelec sportowy, brązowy medalista olimpijski z Monachium.

## Życiorys
Zawody w 1972 były jego jedynymi igrzyskami olimpijskimi. Zdobył brązowy medal w konkurencji strzelania do ruchomej tarczy z sylwetką „biegnącego dzika” (50 m), przegrywając jedynie z Jakiwem Żełezniakiem ze Związku Radzieckiego i Helmutem Bellingrodtem z Kolumbii.

## Wyniki olimpijskie
| Igrzyska | Konkurencja          | Wynik                          | Miejsce | Źródło |
| -------- | -------------------- | ------------------------------ | ------- | ------ |
| IO 1972  | Ruchoma tarcza, 50 m | 562 punkty (95-95-94-90-94-94) | 3.      | [ 3 ]  |